# Commissie-Thorn
De commissie-Thorn is de Europese Commissie die functioneerde van 1981 tot 1985. Zij telde 17 leden. Zij werd opgevolgd door de commissie-Delors I. Anno 2024 was de commissie-Thorn de laatste commissie met een liberale voorzitter.
| Voorzitter                       | Voorzitter             | Voorzitter                          | Portefeuille              | Termijn                          | Nationale partij | Europese politieke Partij | Land                     |
| -------------------------------- | ---------------------- | ----------------------------------- | ------------------------- | -------------------------------- | ---------------- | ------------------------- | ------------------------ |
|                                  | Gaston Thorn           | Gaston Thorn (1928–2007)            | Voorzitter                | 6 januari 1981 – 5 januari 1985  | DP               | ALDE                      | Luxemburg                |
|                                  | Francois Xavier Ortoli | François- Xavier Ortoli (1925–2007) | Vicevoorzitter            | 6 januari 1981 – 5 januari 1985  | RPR              | EVP                       | Frankrijk                |
| Financiën                        | Francois Xavier Ortoli | François- Xavier Ortoli (1925–2007) |                           | 6 januari 1981 – 5 januari 1985  | RPR              | EVP                       | Frankrijk                |
| Economische Zaken                | Francois Xavier Ortoli | François- Xavier Ortoli (1925–2007) |                           | 6 januari 1981 – 5 januari 1985  | RPR              | EVP                       | Frankrijk                |
| Kredietverlening                 | Francois Xavier Ortoli | François- Xavier Ortoli (1925–2007) |                           | 6 januari 1981 – 5 januari 1985  | RPR              | EVP                       | Frankrijk                |
| Investeringen                    | Francois Xavier Ortoli | François- Xavier Ortoli (1925–2007) |                           | 6 januari 1981 – 5 januari 1985  | RPR              | EVP                       | Frankrijk                |
|                                  | Christopher Tugendhat  | Christopher Tugendhat (1937)        | Vicevoorzitter            | 6 januari 1981 – 5 januari 1985  | Con              | EVP                       | Verenigd Koninkrijk      |
| Begroting                        | Christopher Tugendhat  | Christopher Tugendhat (1937)        |                           | 6 januari 1981 – 5 januari 1985  | Con              | EVP                       | Verenigd Koninkrijk      |
| Financieel Toezicht              | Christopher Tugendhat  | Christopher Tugendhat (1937)        |                           | 6 januari 1981 – 5 januari 1985  | Con              | EVP                       | Verenigd Koninkrijk      |
|                                  | Wilhelm Haferkamp      | Wilhelm Haferkamp (1923–1995)       | Vicevoorzitter            | 6 januari 1981 – 5 januari 1985  | SPD              | PES                       | Bondsrepubliek Duitsland |
| Externe Betrekkingen             | Wilhelm Haferkamp      | Wilhelm Haferkamp (1923–1995)       |                           | 6 januari 1981 – 5 januari 1985  | SPD              | PES                       | Bondsrepubliek Duitsland |
| Euratom                          | Wilhelm Haferkamp      | Wilhelm Haferkamp (1923–1995)       |                           | 6 januari 1981 – 5 januari 1985  | SPD              | PES                       | Bondsrepubliek Duitsland |
|                                  | Étienne Davignon       | Étienne Davignon (1932)             | Vicevoorzitter            | 6 januari 1981 – 5 januari 1985  | O                | O                         | België                   |
| Industrie                        | Étienne Davignon       | Étienne Davignon (1932)             |                           | 6 januari 1981 – 5 januari 1985  | O                | O                         | België                   |
| Energie                          | Étienne Davignon       | Étienne Davignon (1932)             |                           | 6 januari 1981 – 5 januari 1985  | O                | O                         | België                   |
| Onderzoek en Wetenschap          | Étienne Davignon       | Étienne Davignon (1932)             |                           | 6 januari 1981 – 5 januari 1985  | O                | O                         | België                   |
|                                  | Lorenzo Natali         | Lorenzo Natali (1922–1989)          | Vicevoorzitter            | 6 januari 1981 – 5 januari 1985  | DC               | EVP                       | Italië                   |
| Uitbreiding                      | Lorenzo Natali         | Lorenzo Natali (1922–1989)          |                           | 6 januari 1981 – 5 januari 1985  | DC               | EVP                       | Italië                   |
| Mediterrane Zaken                | Lorenzo Natali         | Lorenzo Natali (1922–1989)          |                           | 6 januari 1981 – 5 januari 1985  | DC               | EVP                       | Italië                   |
|                                  | Karl-Heinz Narjes      | Karl-Heinz Narjes (1924–2015)       | Interne Markt             | 6 januari 1977 – 5 januari 1981  | CDU              | EVP                       | Bondsrepubliek Duitsland |
| Douane-unie                      | Karl-Heinz Narjes      | Karl-Heinz Narjes (1924–2015)       |                           | 6 januari 1977 – 5 januari 1981  | CDU              | EVP                       | Bondsrepubliek Duitsland |
| Consumentenbescherming           | Karl-Heinz Narjes      | Karl-Heinz Narjes (1924–2015)       |                           | 6 januari 1977 – 5 januari 1981  | CDU              | EVP                       | Bondsrepubliek Duitsland |
| Innovatie                        | Karl-Heinz Narjes      | Karl-Heinz Narjes (1924–2015)       |                           | 6 januari 1977 – 5 januari 1981  | CDU              | EVP                       | Bondsrepubliek Duitsland |
| Milieuzaken                      | Karl-Heinz Narjes      | Karl-Heinz Narjes (1924–2015)       |                           | 6 januari 1977 – 5 januari 1981  | CDU              | EVP                       | Bondsrepubliek Duitsland |
|                                  | Frans Andriessen       | Frans Andriessen (1929–2019)        | Mededinging               | 6 januari 1981 – 5 januari 1985  | CDA              | EVP                       | Nederland                |
| Interinstitutionele Betrekkingen | Frans Andriessen       | Frans Andriessen (1929–2019)        |                           | 6 januari 1981 – 5 januari 1985  | CDA              | EVP                       | Nederland                |
|                                  |                        | Giorgios Contogeorgis (1912–2009)   | Vervoer                   | 6 januari 1981 – 5 januari 1985  | ND               | EVP                       | Griekenland              |
| Visserij                         |                        | Giorgios Contogeorgis (1912–2009)   |                           | 6 januari 1981 – 5 januari 1985  | ND               | EVP                       | Griekenland              |
| Toerisme                         |                        | Giorgios Contogeorgis (1912–2009)   |                           | 6 januari 1981 – 5 januari 1985  | ND               | EVP                       | Griekenland              |
|                                  |                        | Ivor Richard (1932–2018)            | Sociale Zaken             | 6 januari 1977 – 5 januari 1981  | Lab              | PES                       | Verenigd Koninkrijk      |
| Werkgelegenheid                  |                        | Ivor Richard (1932–2018)            |                           | 6 januari 1977 – 5 januari 1981  | Lab              | PES                       | Verenigd Koninkrijk      |
|                                  | Finn Olav Gundelach    | Finn Olav Gundelach (1925–1981)     | Landbouw                  | 6 januari 1981 – 13 januari 1981 | O                | O                         | Denemarken               |
|                                  |                        | Poul Dalsager (1929–2001)           | Landbouw                  | 20 januari 1981 – 5 januari 1985 | SD               | PES                       | Denemarken               |
|                                  | Antonio Giolitti       | Antonio Giolitti (1915–2010)        | Regionaal Beleid          | 6 januari 1981 – 5 januari 1985  | PSI              | PES                       | Italië                   |
|                                  | Claude Cheysson        | Claude Cheysson (1920–2012)         | Ontwikkelingssamenwerking | 6 januari 1981 – 23 april 1981   | PS               | PES                       | Frankrijk                |
|                                  | Edgard Pisani          | Edgard Pisani (1918–2016)           | Ontwikkelingssamenwerking | 26 mei 1981 – 3 december 1984    | PS               | PES                       | Frankrijk                |
|                                  |                        | Michael O'Kennedy (1936)            | Administratieve Zaken     | 6 januari 1981 – 5 maart 1982    | FF               | ALDE                      | Ierland                  |
| Eurostat                         |                        | Michael O'Kennedy (1936)            |                           | 6 januari 1981 – 5 maart 1982    | FF               | ALDE                      | Ierland                  |
|                                  |                        | Richard Burke (1932–2016)           | Administratieve Zaken     | 1 april 1982 – 5 januari 1985    | FG               | EVP                       | Ierland                  |
| Eurostat                         |                        | Richard Burke (1932–2016)           |                           | 1 april 1982 – 5 januari 1985    | FG               | EVP                       | Ierland                  |